# Metropolia mecheleńsko-brukselska

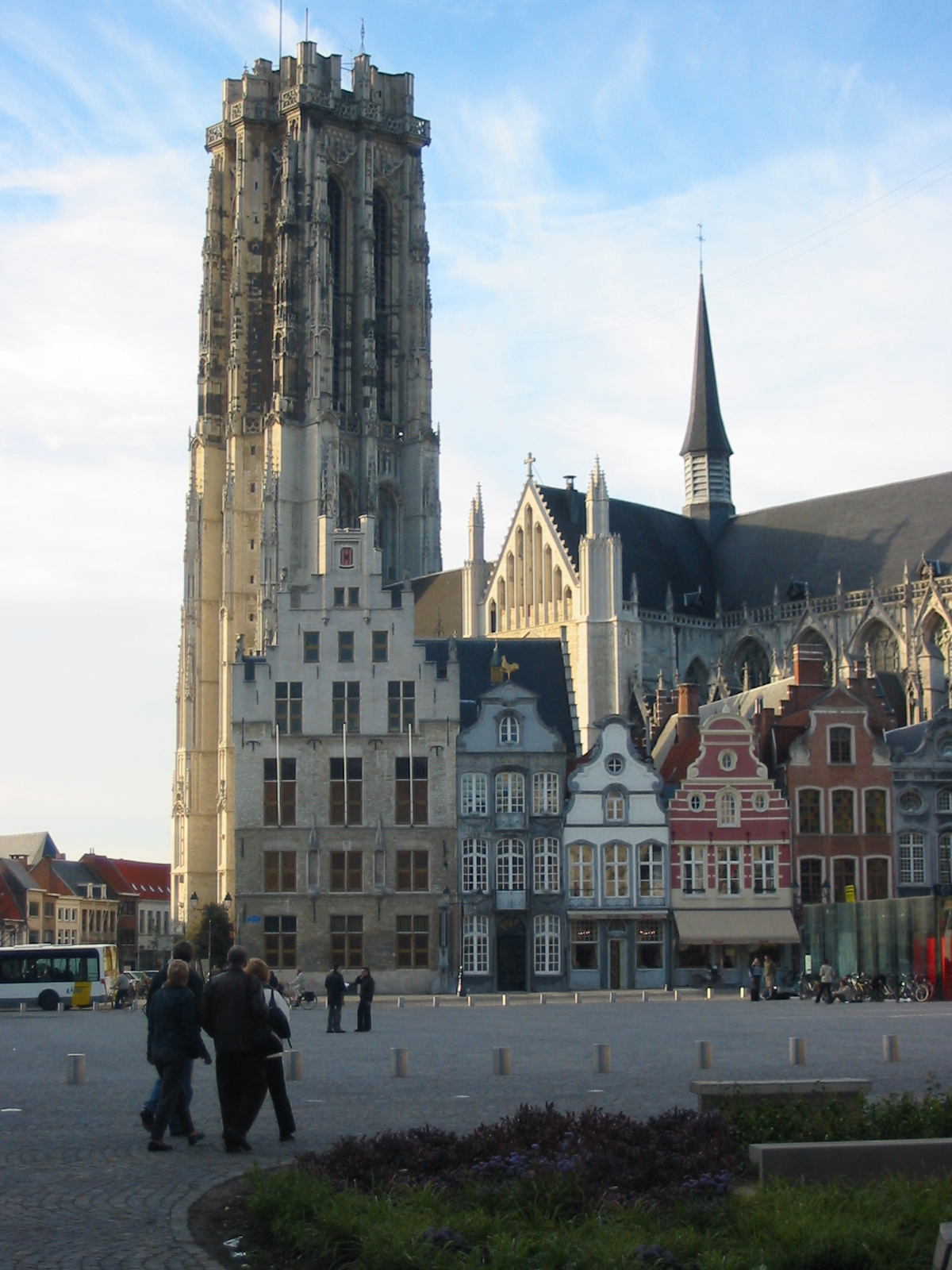
Archikatedra św. Rumbolda w Mechelen

Metropolia mecheleńsko-brukselska – metropolia obrządku łacińskiego w Kościele katolickim w Belgii, obejmująca swoim zasięgiem obszar całego kraju. Siedziba arcybiskupa metropolity noszącego tytuł prymasa Belgii znajduje się w Mechelen.

## Dane ogólne[1]
- Powierzchnia: 30 528 km²
- Ludność: 10 555 000
  - Katolicy: 8 316 000
  - Udział procentowy: 71,97%
- Księża:
  - diecezjalni: 2202
  - zakonni: 1723
- Zakonnicy: 370
- Siostry zakonne: 5429

## Podział administracyjny
1. Archidiecezja mecheleńsko-brukselska
2. Diecezja antwerpska
3. Diecezja brugijska
4. Diecezja gandawska
5. Diecezja hasselcka
6. Diecezja Liège
7. Diecezja namurska
8. Diecezja Tournai

## Metropolici
- 1561-1583: kard. Antoine Perrenot de Granvella
- 1583-1589: abp Joannes Hauchin
- 1596-1620: abp Mathias Hovius
- 1620-1655: abp Jacob Boonen
- 1657-1666: abp Andreas Creusen
- 1668-1668: abp Jean Wachtendonck
- 1670-1689: abp Alphonse de Berghes
- 1690-1711: abp Humbertus Guilielmus de Precipiano
- 1715-1759: kard. Thomas Philip Wallrad d’Hénin-Liétard d’Alsace-Boussu de Chimay
- 1759-1801: kard. Johann Heinrich von Frankenberg
- 1802-1808: abp Jean-Armand de Bessuéjouls Roquelaure
- 1809-1815: abp Dominique Dufour de Pradt
- 1817-1831: abp François-Antoine-Marie de Méan
- 1832-1867: kard. Engelbert Sterckx
- 1867-1883: kard. Victor-Auguste-Isidore Dechamps, C.SS.R.
- 1884-1906: kard. Pierre-Lambert Goossens
- 1906-1926: kard. Désiré-Joseph Mercier
- 1926-1961: kard. Joseph-Ernest van Roey
- 1961-1979: kard. Léon-Joseph Suenens
- 1979-2010: kard. Godfried Danneels
- 2010-2015: abp André-Joseph Léonard
- 2015-2023: kard. Josef De Kesel
- od 2023: abp Luc Terlinden